# Grijswangboomtimalia
De grijswangboomtimalia (Stachyris grammiceps) is een zangvogel uit de familie  timalia's (Timaliidae). De vogel komt alleen voor op Java.

## Verspreiding en leefgebied
De grijswangboomtimalia komt voornamelijk voor in het westen van Java. Er zijn 22 locaties waar de vogel voorkomt in laagland- en heuvellandbos tot 1500 m met een ruig oppervlak en afwisselend reliëf. Zij hebben een voorkeur voor licht aangetast bos, daarin is meer ondergroei dan in oorspronkelijk regenwoud. In geschikt habitat zoals in het Nationaal park Gunung Halimun is het een van de meest algemene vogelsoorten.

## Status
De grijswangboomtimalia heeft een zeer beperkt verspreidingsgebied en daardoor alleen al is de kans op de status  kwetsbaar (voor uitsterven). De grootte van de populatie is niet gekwantificeerd. De aantallen echter lopen terug door versnippering van het leefgebied en omzetting van bossen in agrarisch gebied. Om deze redenen staat deze boomtimalia als gevoelig op de Rode Lijst van de IUCN.